# Hard (Vorarlberg)

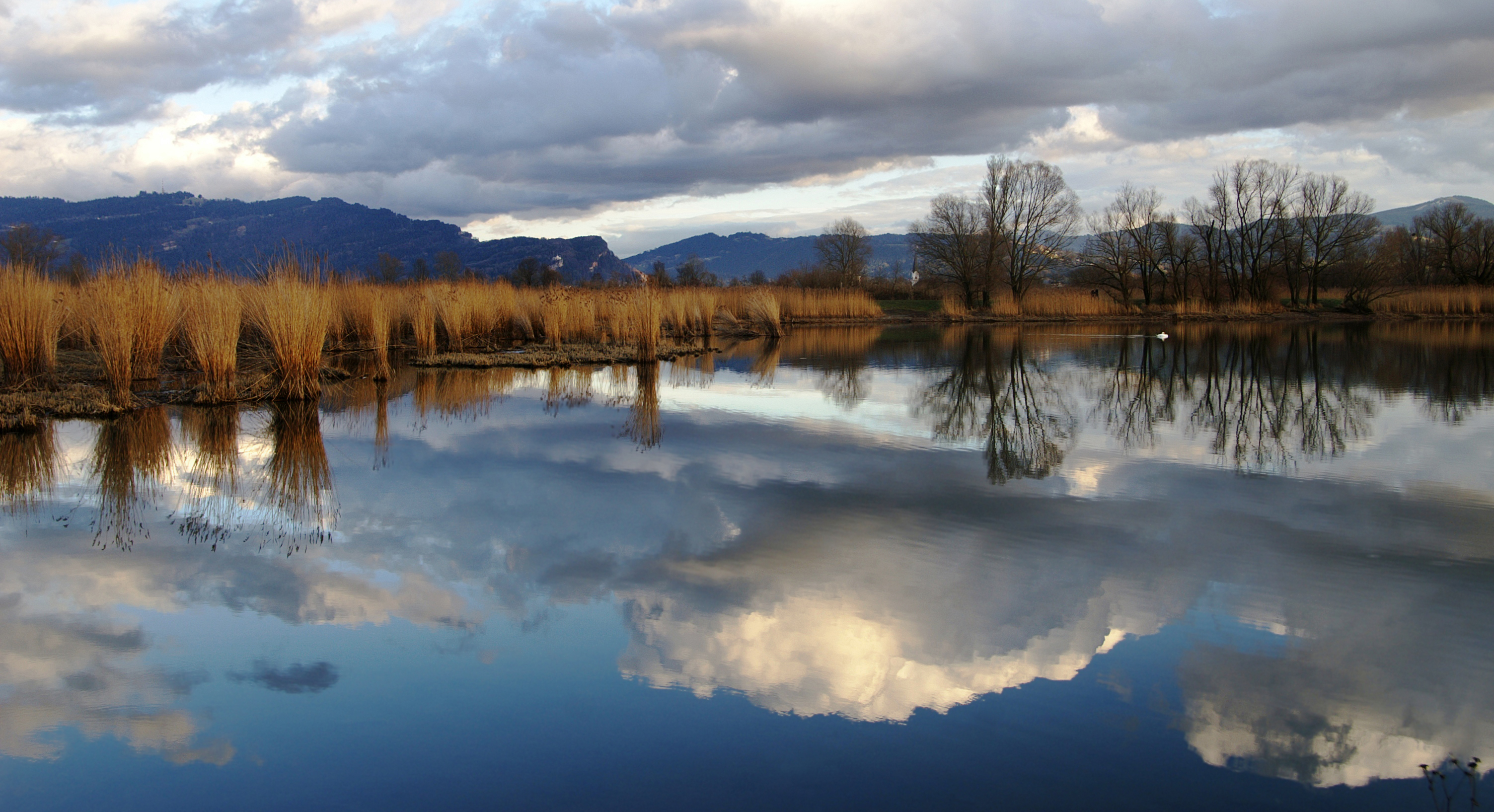
Rezerwat Schleienlöcher w Hard

Hard – gmina targowa w Austrii, w kraju związkowym Vorarlberg, w powiecie Bregencja. Leży nad Jeziorem Bodeńskim, przy ujściu Renu. Liczy 12990 mieszkańców (1 stycznia 2015).